# Styela psoliformis
Styela psoliformis är en sjöpungsart som beskrevs av Monniot 1989. Styela psoliformis ingår i släktet Styela och familjen Styelidae. Inga underarter finns listade i Catalogue of Life.